# Coppa Italia 2014-2015 (pallanuoto femminile)
La Coppa Italia 2014-2015 è stata la quarta edizione del trofeo organizzato dalla FIN. Come in campo maschile, la competizione ha aperto la stagione 2014-2015 delle squadre di club. Le gare sono iniziate il 27 settembre 2014 e si sono concluse con la Final Four il 7 e 8 marzo 2015.
I club partecipanti erano i dieci iscritti al campionato di Serie A1. Si è disputata una fase preliminare a gironi e in seguito la Final Four, che si è tenuta nella Piscina Comunale Cappuccini di Messina.
Nella quarta edizione il trofeo è stato assegnato al Plebiscito Padova, per la vittoria ottenuta nella finale contro il Messina.

## Fase preliminare
Le squadre sono state divise in tre gironi; le prime classificate e la migliore delle seconde hanno avuto accesso alla Final Four.

### Gironi
| Gruppo A                              |
| sede: Bogliasco (GE) Piscina Comunale |
| Bogliasco                             |
| Rapallo                               |
| Imperia                               |

| Gruppo B                               |
| sede: Firenze Piscina Goffredo Nannini |
| Firenze Waterpolo                      |
| Prato Waterpolo                        |
| Plebiscito Padova                      |
| SIS Roma                               |

| Gruppo C                                  |
| sede: Messina Piscina comunale Cappuccini |
| Messina                                   |
| Orizzonte CT                              |
| Cosenza                                   |

### Gruppo A
| Calendario e risultati |         |                     |      |
|                        |         |                     |      |
| 27-10-14               | h 18:00 | Bogliasco - Imperia | 7-9  |
| 28-10-14               | h 12:00 | Imperia - Rapallo   | 10-4 |
| 28-10-14               | h 19:00 | Bogliasco - Rapallo | 10-6 |

|    | Classifica | Pt | G | V | N | P | GF | GS | DR  |
| -- | ---------- | -- | - | - | - | - | -- | -- | --- |
| 1. | Imperia    | 6  | 2 | 2 | 0 | 0 | 19 | 11 | +8  |
| 2. | Bogliasco  | 3  | 2 | 1 | 0 | 1 | 17 | 15 | +2  |
| 3. | Rapallo    | 0  | 2 | 0 | 0 | 2 | 10 | 20 | -10 |

### Gruppo B
| Calendario e risultati |         |                      |      |
|                        |         |                      |      |
| 27-10-14               | h 18:00 | Firenze - Roma       | 9-7  |
| 27-10-14               | h 19:30 | Prato - Plebiscito   | 5-12 |
| 28-10-14               | h 10:00 | Roma - Prato         | 4-11 |
| 28-10-14               | h 11:30 | Plebiscito - Firenze | 11-4 |
| 28-10-14               | h 17:00 | Plebiscito - Roma    | 16-4 |
| 28-10-14               | h 18:30 | Firenze - Prato      | 7-12 |

|    | Classifica        | Pt | G | V | N | P | GF | GS | DR  |
| -- | ----------------- | -- | - | - | - | - | -- | -- | --- |
| 1. | Plebiscito Padova | 9  | 3 | 3 | 0 | 0 | 39 | 13 | +26 |
| 2. | Prato Waterpolo   | 6  | 3 | 2 | 0 | 1 | 28 | 23 | +5  |
| 3. | Firenze Waterpolo | 3  | 3 | 1 | 0 | 2 | 20 | 30 | -10 |
| 4. | SIS Roma          | 0  | 3 | 0 | 0 | 3 | 15 | 36 | -21 |

### Gruppo C
| Calendario e risultati |         |                     |      |
|                        |         |                     |      |
| 27-10-14               | h 16:00 | Messina - Orizzonte | 12-4 |
| 28-10-14               | h 11:30 | Messina - Cosenza   | 13-6 |
| 28-10-14               | h 17:00 | Orizzonte - Cosenza | 8-11 |

|    | Classifica   | Pt | G | V | N | P | GF | GS | DR  |
| -- | ------------ | -- | - | - | - | - | -- | -- | --- |
| 1. | Messina      | 6  | 2 | 2 | 0 | 0 | 25 | 10 | +15 |
| 2. | Cosenza      | 3  | 2 | 1 | 0 | 1 | 17 | 21 | -4  |
| 3. | Orizzonte CT | 0  | 2 | 0 | 0 | 2 | 12 | 23 | -11 |

## Final Four
La Final Four si disputerà nella Piscina Comunale Cappuccini di Messina il 7 e 8 marzo 2015. La miglior seconda, la Rari Nantes Bogliasco, è stata determinata dagli scontri diretti disputati nel girone di andata del campionato fra le tre seconde classificate del primo turno di coppa.

### Semifinali
| Arbitri: | Calabro Fusco |

|                                    |           |                                     |
| 2: Motta, Emmolo 1: Ralat, Stieber | Marcatori | 4: Garibotti 2: Bosurgi 1: Radicchi |

| Arbitri: | Navarra Petronilli |

|                                         |           |                                 |
| 1: I. Savioli, M. Savioli, Millo, Dario | Marcatori | 2: Viacava 1: Trucco. Cocchiere |

### Finale 3º posto
| Arbitri: | Calabro Petronilli |

|                                       |           |                             |
| 3: Dufour 1: Viacava, Rossi, Rambaldi | Marcatori | 3: Stieber, Emmolo 1: Motta |

### Finale
| Arbitri: | Severo Fusco |

|                                          |           |                                                                               |
| 3: Bosurgi 1: Starace, Garibotti, Aiello | Marcatori | 3: Queirolo 2: Millo, Dario 1: Barzon, I. Savioli, M. Savioli, Rocco, Bosello |

## Classifica marcatrici
Le giocatrici in grassetto sono ancora attive nella competizione. Aggiornata all'8 marzo 2015
| Gol |  |  | Giocatore          | Squadra           |
| --- |  |  | ------------------ | ----------------- |
| 15  |  |  | Arianna Garibotti  | Messina           |
| 12  |  |  | Sara Dario         | Plebiscito Padova |
| 10  |  |  | Chiara Tabani      | Prato Waterpolo   |
| 10  |  |  | Giulia Emmolo      | Imperia           |
| 9   |  |  | Laura Barzon       | Plebiscito Padova |
| 8   |  |  | Mercedes Stieber   | Imperia           |
| 8   |  |  | Elisa Queirolo     | Plebiscito Padova |
| 7   |  |  | Eugenia Dufour     | Bogliasco         |
| 6   |  |  | Allegra Lapi       | Firenze Waterpolo |
| 6   |  |  | Silvia Bosurgi     | Messina           |
| 6   |  |  | Alessia Millo      | Plebiscito Padova |
| 5   |  |  | Domitilla Picozzi  | SIS Roma          |
| 5   |  |  | Giuditta Galardi   | Prato Waterpolo   |
| 5   |  |  | Silvia Motta       | Imperia           |
| 5   |  |  | Rosaria Aiello     | Messina           |
| 5   |  |  | Martina Savioli    | Plebiscito Padova |
| 5   |  |  | Federica Rocco     | Plebiscito Padova |
| 4   |  |  | Martina Gottardo   | Plebiscito Padova |
| 4   |  |  | Giulia Secondi     | SIS Roma          |
| 4   |  |  | Eleonora Settonce  | Firenze Waterpolo |
| 4   |  |  | Vivian Sevenich    | Messina           |
| 4   |  |  | Noemi Vitaliti     | Cosenza           |
| 4   |  |  | Giulia Rambaldi    | Bogliasco         |
| 3   |  |  | Alessandra Rovetta | SIS Roma          |
| 3   |  |  | Rebecca Francini   | Prato Waterpolo   |
| 3   |  |  | Ines Braga         | Prato Waterpolo   |
| 3   |  |  | Claudia Marletta   | Orizzonte CT      |
| 3   |  |  | Giusy Citino       | Cosenza           |
| 3   |  |  | Zoe Arancini       | Cosenza           |
| 3   |  |  | Federica Radicchi  | Messina           |
| 3   |  |  | Giulia Viacava     | Bogliasco         |
| 3   |  |  | Daria Starace      | Messina           |
| 3   |  |  | Ilaria Savioli     | Plebiscito Padova |
| 2   |  |  | Francesca Pomeri   | Imperia           |
| 2   |  |  | Sara Amoretti      | Imperia           |
| 2   |  |  | Emanuela Mori      | Rapallo           |
| 2   |  |  | Giulia Millo       | Bogliasco         |
| 2   |  |  | Elena Maggi        | Bogliasco         |
| 2   |  |  | Teresa Frassinetti | Bogliasco         |
| 2   |  |  | Silvia Avegno      | Rapallo           |
| 2   |  |  | Aleksandra Cotti   | Rapallo           |
| 2   |  |  | Caterina Sorbi     | Firenze Waterpolo |
| 2   |  |  | Francesca Stefani  | Firenze Waterpolo |
| 2   |  |  | Giulia Fabbri      | SIS Roma          |
| 2   |  |  | Arianna Mina       | Firenze Waterpolo |
| 2   |  |  | Gloria Giachi      | Prato Waterpolo   |
| 2   |  |  | Laura Repetto      | Prato Waterpolo   |
| 2   |  |  | Tania Di Mario     | Orizzonte CT      |
| 2   |  |  | Roberta Grillo     | Orizzonte CT      |
| 2   |  |  | Isabella Riccioli  | Orizzonte CT      |
| 2   |  |  | Roberta Motta      | Cosenza           |
| 2   |  |  | Alessia Marani     | Cosenza           |
| 2   |  |  | Anaid Ralat        | Imperia           |
| 1   |  |  | Elena Borriello    | Imperia           |
| 1   |  |  | Martina Bencardino | Imperia           |
| 1   |  |  | Laura Drocco       | Imperia           |
| 1   |  |  | Simona Abbate      | Rapallo           |
| 1   |  |  | Bernadette Zerbone | Rapallo           |
| 1   |  |  | Virginia Boero     | Bogliasco         |
| 1   |  |  | Nicole Zanetta     | Rapallo           |
| 1   |  |  | Sonia Criscuolo    | Rapallo           |
| 1   |  |  | Marta Colaiocco    | Firenze Waterpolo |
| 1   |  |  | Beatrice Picozzi   | SIS Roma          |
| 1   |  |  | Maria Carlesi      | Prato Waterpolo   |
| 1   |  |  | Carlotta Nencha    | Plebiscito Padova |
| 1   |  |  | Claudia Rorandelli | Firenze Waterpolo |
| 1   |  |  | Alice Stefanini    | Firenze Waterpolo |
| 1   |  |  | Lisa Curandai      | Firenze Waterpolo |
| 1   |  |  | Gaia Apilongo      | Messina           |
| 1   |  |  | Ursula Gitto       | Messina           |
| 1   |  |  | Agnese Di Stefano  | Orizzonte CT      |
| 1   |  |  | Sofia Lombardo     | Orizzonte CT      |
| 1   |  |  | Blanca Gil         | Cosenza           |
| 1   |  |  | Stefania Nicolai   | Cosenza           |
| 1   |  |  | Francesca Trucco   | Bogliasco         |
| 1   |  |  | Agnese Cocchiere   | Bogliasco         |
| 1   |  |  | Ilaria Rossi       | Bogliasco         |
| 1   |  |  | Annalisa Bosello   | Plebiscito Padova |